# Everblades de la Floride
Les Everblades de la Floride sont une franchise professionnelle de hockey sur glace en Amérique du Nord qui évolue dans l'ECHL. L'équipe est basée à Estero en Floride.

## Historique
La franchise est créée en 1998. Elle est affiliée aux Hurricanes de la Caroline de la Ligue nationale de hockey ainsi qu'aux Checkers de Charlotte de la Ligue américaine de hockey.

### Saisons après saisons
| Saison    | PJ | V  | D  | N  | DP | DF | Pts | Entraîneur           | Classement                  | Séries éliminatoires        |
| --------- | -- | -- | -- | -- | -- | -- | --- | -------------------- | --------------------------- | --------------------------- |
| 1998-1999 | 70 | 45 | 20 | 5  | -  | -  | 95  | Bob Ferguson (en)    | 2e place, division sud-est  | Défaite en 3e tour          |
| 1999-2000 | 70 | 53 | 15 | -  | 2  | -  | 108 | Bob Ferguson         | 1re place, division sud-est | Défaite en 2e tour          |
| 2000-2001 | 72 | 38 | 26 | 8  | -  | -  | 84  | Bob Ferguson         | 2e place, division sud-est  | Défaite en 2e tour          |
| 2001-2002 | 72 | 37 | 27 | 8  | -  | -  | 82  | Gerry Fleming        | 5e place, division sud-est  | Défaite en 2e tour          |
| 2002-2003 | 72 | 35 | 23 | 14 | -  | -  | 84  | Gerry Fleming        | 4e place, division sud-est  | Défaite en 1er tour         |
| 2003-2004 | 72 | 37 | 25 | 10 | -  | -  | 84  | Gerry Fleming        | 3e place, division Ouest    | Défaite en finale           |
| 2004-2005 | 72 | 42 | 20 | 10 | -  | -  | 94  | Gerry Fleming        | 2e place, division sud      | Défaite en finale           |
| 2005-2006 | 72 | 48 | 20 | 4  | -  | -  | 100 | Gerry Fleming        | 2e place, division sud      | Défaite en 2e tour          |
| 2006-2007 | 72 | 44 | 22 | -  | 4  | 2  | 94  | Gerry Fleming        | 1e place, division sud      | Défaite en 3e tour          |
| 2007-2008 | 72 | 39 | 25 | -  | 4  | 4  | 86  | Gerry Fleming        | 4e place, division sud      | Défaite en 1er tour         |
| 2008-2009 | 71 | 49 | 17 | -  | 2  | 3  | 103 | Malcolm Cameron (en) | 1re place, division sud     | Défaite en 2e tour          |
| 2009-2010 | 72 | 38 | 25 | -  | 4  | 5  | 85  | Malcolm Cameron      | 3e place, division sud      | Défaite en 2e tour          |
| 2010-2011 | 72 | 37 | 30 | -  | 1  | 4  | 79  | Greg Poss            | 3e place, division sud      | Défaite en 1er tour         |
| 2011-2012 | 72 | 39 | 26 | -  | 2  | 5  | 85  | Greg Poss            | 3e place, division sud      | Vainqueur de la Coupe Kelly |
| 2012-2013 | 72 | 39 | 22 | -  | 4  | 7  | 89  | Greg Poss            | 2e place, division sud      | Défaite en 2e tour          |
| 2013-2014 | 72 | 37 | 27 | -  | 3  | 5  | 82  | Greg Poss            | 4e place, division sud      | Non qualifiés               |
| 2014-2015 | 72 | 49 | 16 | -  | 2  | 5  | 105 | Greg Poss            | 1re place, division est     | Défaite en 2e tour          |
| 2015-2016 | 72 | 46 | 23 | -  | 1  | 2  | 95  | Greg Poss            | 2e place, division sud      | Défaite en 1er tour         |
| 2016-2017 | 72 | 46 | 21 | -  | 2  | 3  | 97  | Brad Ralph (en)      | 1re place, division sud     | Défaite en 2e tour          |
| 2017-2018 | 72 | 53 | 13 | -  | 2  | 4  | 112 | Brad Ralph           | 1re place, division sud     | Défaite en finale           |
| 2018-2019 | 72 | 50 | 16 | -  | 5  | 1  | 106 | Brad Ralph           | 1re place, division sud     | Défaite en 3e tour          |
| 2019-2020 | 62 | 43 | 13 | -  | 4  | 2  | 92  | Brad Ralph           | 2e place, division sud      | Playoffs annulés            |
| 2020-2021 | 69 | 42 | 19 | -  | 5  | 3  | 92  | Brad Ralph           | 1re place, division est     | Défaite en 1er tour         |
| 2021-2022 | 72 | 42 | 20 | -  | 6  | 4  | 94  | Brad Ralph           | 1re place, division sud     | Vainqueur de la Coupe Kelly |
| 2022-2023 | 72 | 38 | 25 | -  | 4  | 5  | 85  | Brad Ralph           | 4e place, division sud      | Vainqueur de la Coupe Kelly |
| 2023-2024 | 72 | 40 | 23 | -  | 7  | 2  | 89  | Brad Ralph           | 3e place, division sud      | Vainqueur de la Coupe Kelly |
| 2024-2025 | 72 | 49 | 15 | -  | 7  | 1  | 106 | Brad Ralph           | 2e place, division sud      |                             |

## Records d'équipe

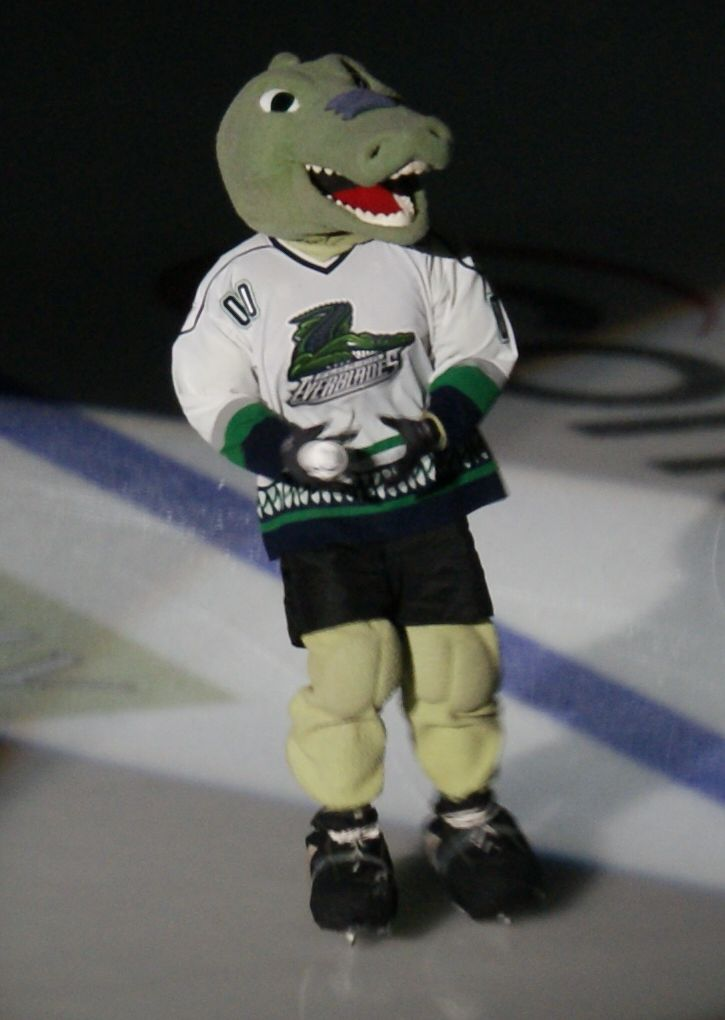
Swampee, la mascotte des Everblades de la Floride

- Parties jouées : Ernie Hartlieb - 341
- Buts : Reggie Berg - 320
- Aides : Tom Buckley - 207
- Points : Reggie Berg - 391
- Buts en supériorité numérique : Kevin Baker et Ernie Hartlieb - 33
- Minutes de pénalité : Tom Buckley - 422
- Plus des buts dans un match : 4, 4 fois dont la dernière fois en mars 2006 par Steve Saviano
- Plus des aides dans un match : 4, 11 fois dont la dernière le 14 novembre 2009 par Rob Hennigar
- Plus des points dans un match : 6, 2 fois par Jacob Micflikier dont la dernière fois le 5 novembre 2009
- Plus des tirs dans un match : 12, 3 fois dont la dernière fois par Kevin Baker le 13 janvier 2009
- Minutes de pénalité en un match : 37 par Kyle Kos le 22 mars 2003
- Séries de matchs
- Avec au moins un but : 9 par Keith Anderson en 2003
- Avec au moins une aide : 10 par Daniel Sisca en 2005
- Avec au moins un point : 16 par Tom Buckley en 2001
- Records pour un gardien de buts
  - Parties jouées : Marc Magliarditi - 139
  - Victoires : Marc Magliarditi - 81
  - Moyenne de buts alloués avec un minimum de 15 matchs joués : Tyler MacKay - 1,92
  - Pourcentage d’arrêt : Tyler MacKay - 92,8 %[3]
  - Plus arrêts dans un match : 58 par Rob Zepp le 27 décembre 2003
  - Plus arrêts dans une période : 25, 2 fois dont la dernière par Zepp, le 27 décembre 2003 lors de la première période
  - Série de démarrages de jeux consécutifs : 15, 2 fois dont la dernière par Craig Kowalski en 2007
  - Série de victoires : 9 par MacKay en 2005
  - Série sans défaites : 11 par MacKay en 2005 avec 9 victoires et deux matchs nuls
  - Série de blanchissages : 163 min 43 s par Randy Petruk en 2001[4]

### Numéros retirés
- Reggie Berg (1999–2007) : numéro 10
- Tom Buckley (1999–2004) : numéro 14